# Macchiaioli
Le mouvement pictural des Macchiaioli s’est développé à Florence puis en Toscane au milieu du XIXe siècle et regroupe des peintres originaires de l'ensemble de l'Italie. Ces artistes sont considérés comme les initiateurs de la peinture moderne italienne.
Le terme est inventé en 1862 par un critique anonyme de la Gazzetta del Popolo qui qualifiait ainsi, dans un sens péjoratif, ces peintres (littéralement les « tachistes », de l’italien macchia, en français « tache ») qui s'opposent à l'académisme. À l’origine, ce mouvement, aux alentours de 1855, marque un renouveau réaliste de la peinture italienne et est profondément lié au Risorgimento.

## Contexte et principes

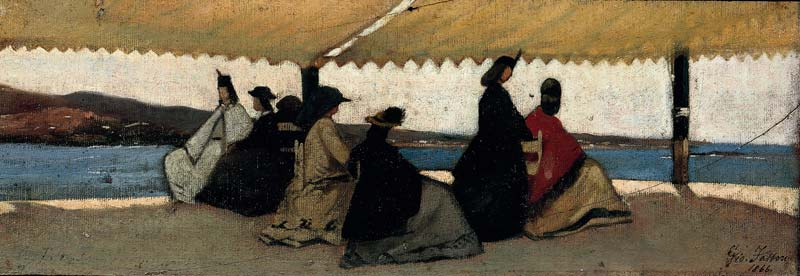
Exemple de format panoramique et de composition « macchiaioli » : Giovanni Fattori, La Rotonda dei Bagni Palmieri (1866),, Florence, palais Pitti.

Le mouvement se propose de renouveler la culture picturale nationale, il est ainsi lié à la transformation politique de l'Italie, pays qui va être unifié en 1861. La poétique des Macchiaioli se développe en opposition au romantisme, au néoclassicisme et aux académismes, c'est un nouvel idéal qui puise son inspiration dans la vie quotidienne, la réalité du monde, et qui se distingue du purisme italien. Elle affirme que l’image de ce qui est doit naître d'un contraste entre les taches de couleurs et le clair-obscur, obtenu au départ via la technique du miroir noir, c’est-à-dire par l’utilisation d’un miroir noirci permettant au peintre de rehausser sa perception des contrastes de clair-obscur à traduire dans le tableau, technique d'ailleurs déjà utilisée par les peintres depuis le XVIIe siècle. Ces artistes prônent une « observation scrupuleuse et exacte des formes infinies et des caractères du monde contemporain », recherches picturales qui se placent exactement entre le courant réaliste et les travaux des futurs impressionnistes. Les Macchiaioli accordent une importance prépondérante au paysage et à la pratique en plein air, bien qu'ils aient aussi exécutés des œuvres représentant des scènes de la vie quotidienne ou de l'histoire contemporaine de l'Italie. La peinture contrastée qu'ils développent ainsi crée un style puissant, qualifié alors de « puriste » par les artistes eux-mêmes. Les premiers tableaux se caractérisent par l'utilisation de formats inhabituels, non conventionnels, convoquant la petite taille, voire la miniature, traitant par exemple le paysage ou des scènes de genre dans des compositions panoramiques très originales.
La reformulation de la pensée du philosophe français Pierre-Joseph Proudhon, un des pères du réalisme, occupe une large partie de la rédaction du journal fondé par les Macchiaioli, Gazzettino delle arti del disegno, conçu et dirigé par Diego Martelli.

## Histoire du mouvement

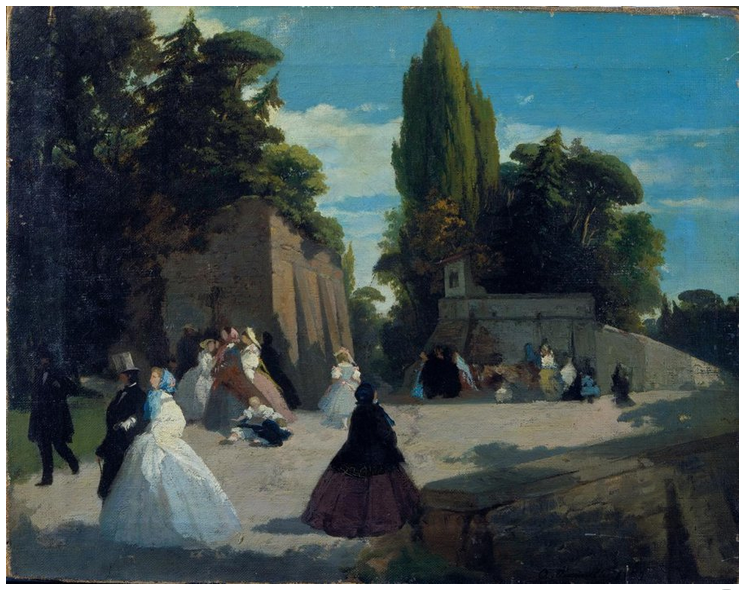
Antonio Puccinelli, La Passeggiata del Muro Torto (1852).

Antonio Puccinelli est considéré comme le précurseur du mouvement avec des toiles comme La Passeggiata del Muro Torto, réalisée à la fin de l'année 1852 (44 × 56 cm, Viareggio, Istituto Matteucci),.
Le groupe se forme de façon informelle aux alentours de 1855. Edgar Degas les rencontre à Florence entre 1856 et 1860 lors de ses différents voyages en Italie, et s'intéresse à leur travail. En 1866 seulement, le Caffè Michelangiolo de Florence devient le lieu de réunion de la plupart de ces peintres. À leur tour, les Macchiaioli effectuent des séjours à Paris à partir de 1870, puis, peu à peu se dispersent, tandis que leur influence se fait sentir sur une nouvelle génération de peintres italiens, illustrée entre autres par Antonio Mancini et Giovanni Boldini.
Une résurgence qualifiée de postmacchiaioli apparaît avec entre autres le peintre livournais Alfredo Müller qui, revenant de Paris en 1888-1889, assimile à la fois l'héritage impressionniste et celui de ses prédécesseurs italiens. Le peintre Plinio Nomellini présente en 1889 à l'exposition universelle de Paris, Il Fienaiolo, toile qui illustre particulièrement bien cette jonction des deux courants. D'autres artistes se révèlent marqués par ce mouvement comme Giorgio Kienerk, Oscar Ghiglia, Mario Puccini, Ludovico Tommasi.

## Impact et postérité
Le critique d'art Giulio Carlo Argan considère les Macchiaioli comme étant le mouvement pictural le plus significatif et le plus structuré de l'Italie au XIXe siècle, regroupant des artistes qui « construisirent une véritable et singulière nouvelle approche de la réalité ».
Leur peinture est découverte par le grand public en France en 1978, à l'occasion d'une exposition qui leur est consacrée à Paris aux Galeries nationales du Grand Palais. En 2013, une rétrospective est organisée par le musée d'Orsay au musée de l'Orangerie, Les Macchiaioli 1850-1874. Des impressionnistes italiens ? montre que ce mouvement fut l'un des plus poétiques de cette période, très proche des recherches plastiques des artistes impressionnistes, et comment ces productions ont été également d'une importance capitale pour des cinéastes néoréalistes italiens à partir des années 1940-1950, tels que Luchino Visconti et Mauro Bolognini.

## Artistes rattachés au mouvement
Le critique et mécène Diego Martelli joua un grand rôle dans l'unité du groupe dont voici quelques-uns des membres les plus connus :
- Giuseppe Abbati, de Naples ;
- Cristiano Banti, de Pise ;
- Stefano Bruzzi, de Plaisance ;
- Vincenzo Cabianca, de Vérone ;
- Giovanni Costa, de Rome ;
- Vito D'Ancona, de Pesaro ;
- Giuseppe De Nittis, de Barletta qui va développer avec Adriano Cecioni, la Scuola di Resìna (1863-1869) ;
- Giovanni Fattori, de Livourne ;
- Silvestro Lega, de Modigliana, près de Forlì ;
- Ernesto Rayper, de Gênes ;
- les Toscans Luigi Bechi (en), Odoardo Borrani, Ferdinando Buonamici, Niccolò Cannicci (en), Serafino De Tivoli, Francesco et Luigi Gioli, Raffaello Sernesi, Stefano Bardini, Telemaco Signorini, théoricien du groupe, et l'écrivain, dessinateur et sculpteur Adriano Cecioni ;
- Federico Zandomeneghi, de Venise.

## Expositions
- Paris, Galeries nationales du Grand Palais, du 25 octobre 1978 au 8 janvier 1979.
- Paris, musée de l'Orangerie, du 10 avril au 22 juillet 2013 (catalogue).

## Galerie

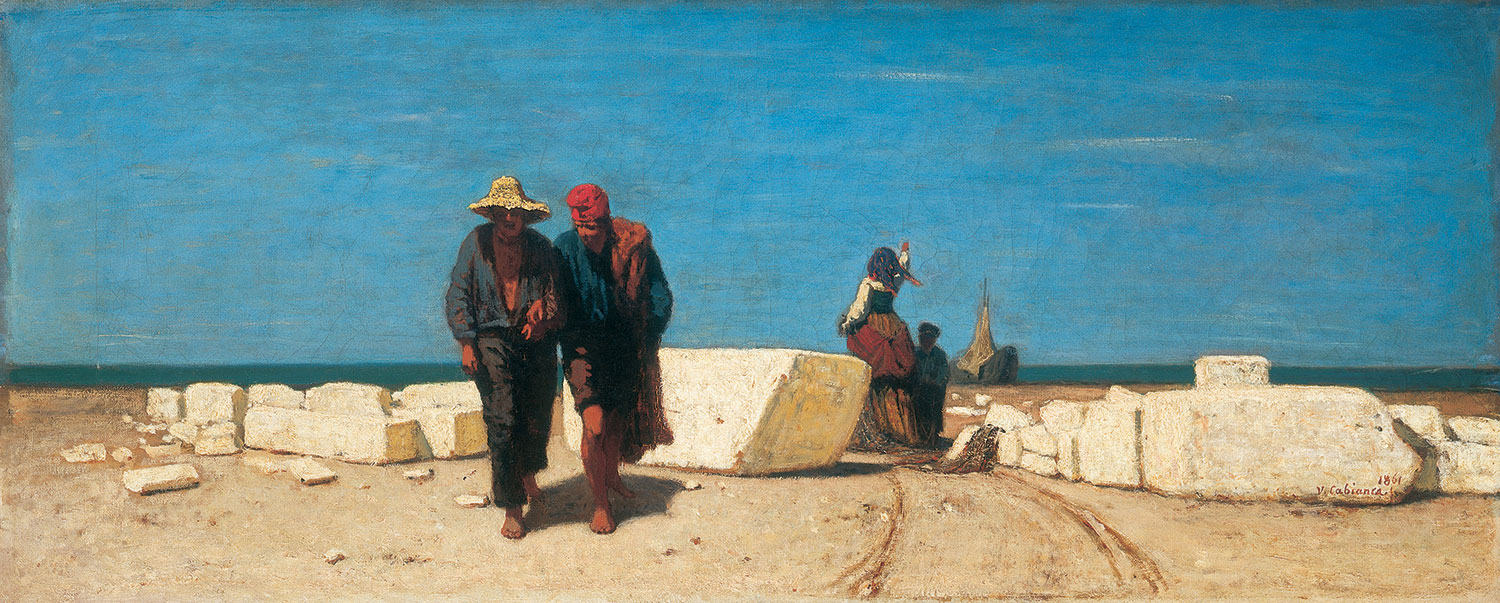
Vincenzo Cabianca, Marmi a Carrara Marina (1861), collection particulière.
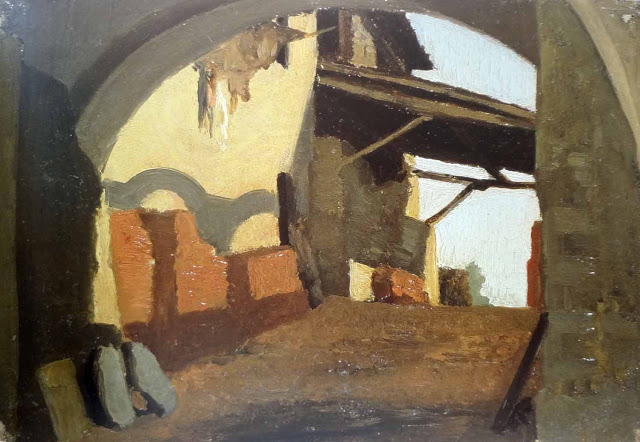
Vito D'Ancona, Pórtico (1861), Florence, palais Pitti.
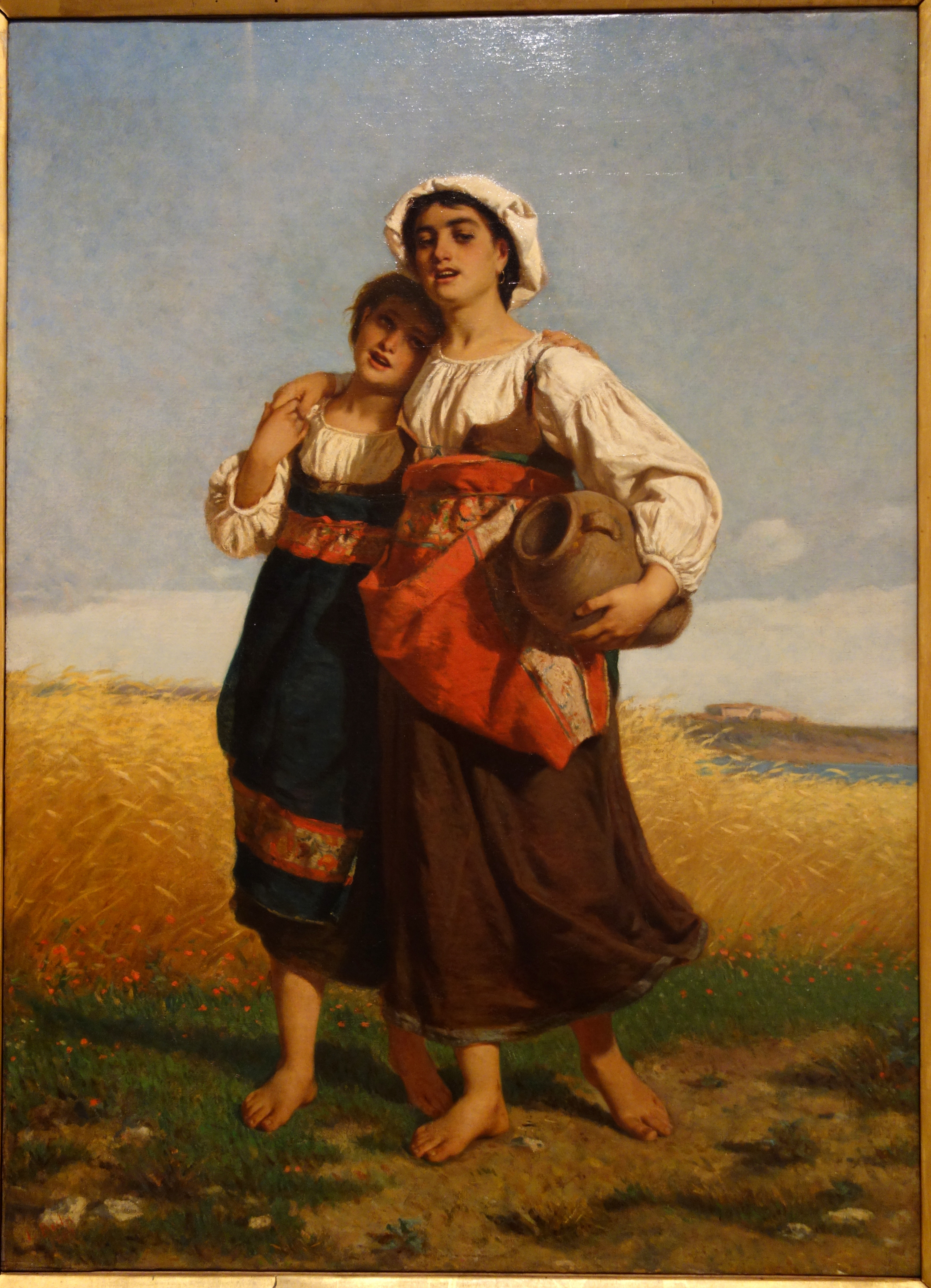
Luigi Bechi (it), Le Printemps de la vie (1864), Gênes, Accademia ligustica di belle arti.
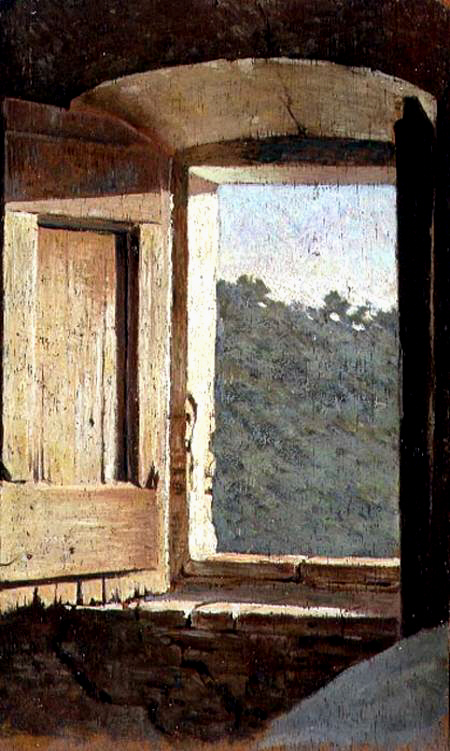
Giuseppe Abbati, La Fenêtre (vers 1865-1866), Florence, palais Pitti.
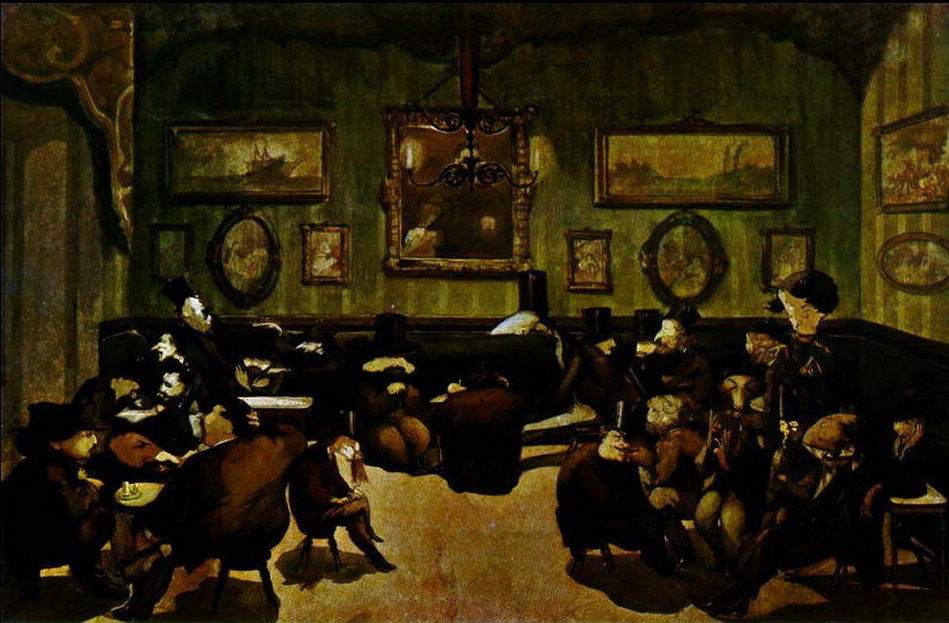
Adriano Cecioni, Il Caffè Michelangiolo (vers 1867), collection particulière[8].
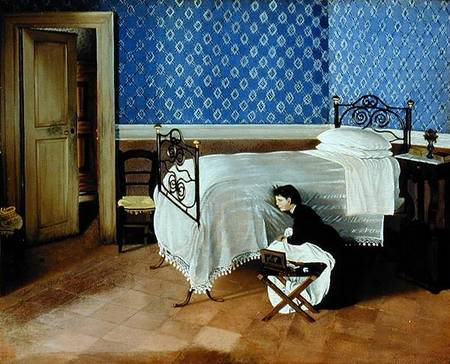
Adriano Cecioni, Scène d'intérieur (1868), Rome, galerie nationale d'art moderne et contemporain.
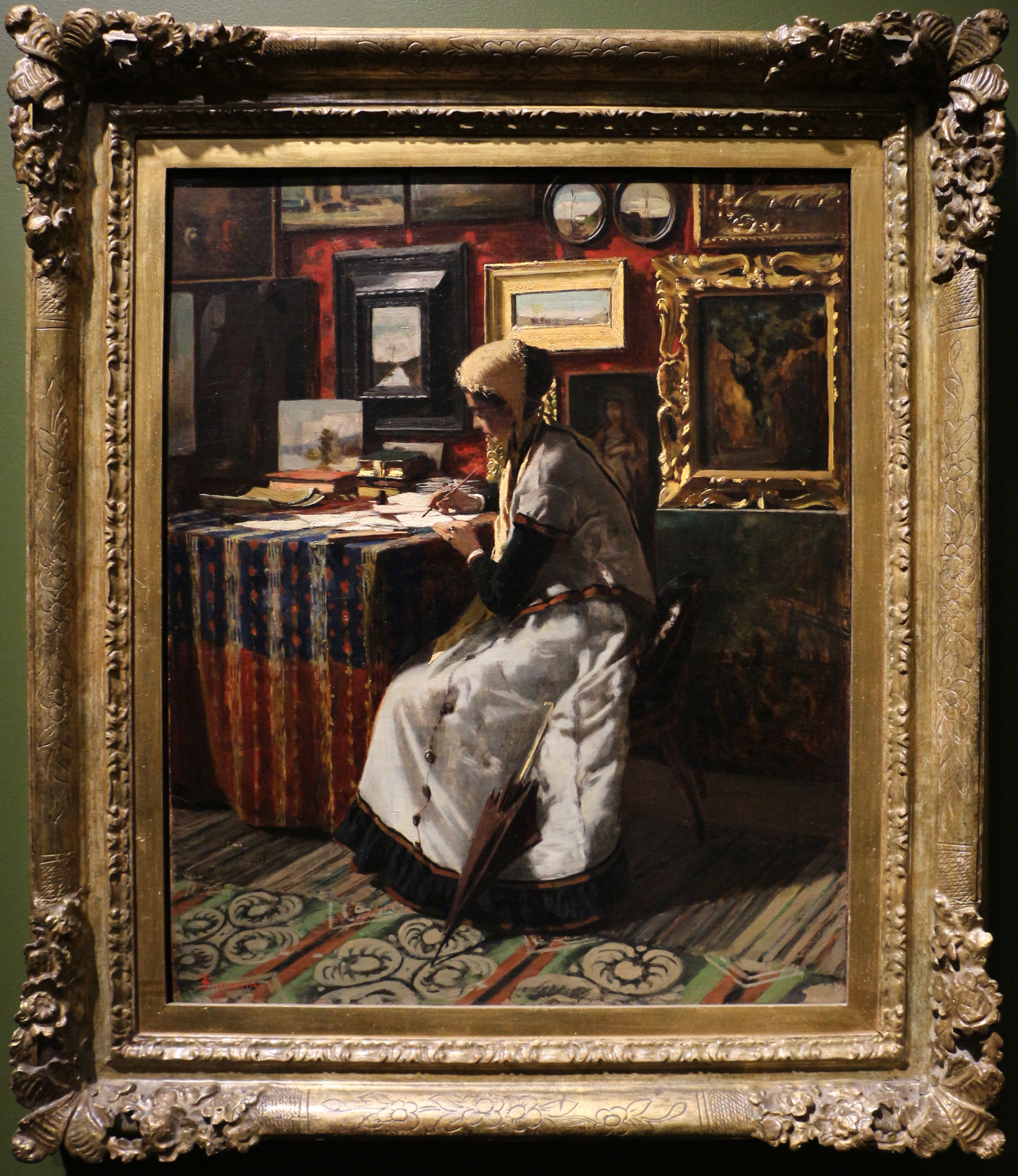
Telemaco Signorini, Non potendo aspettare (1867), Milan, Gallerie di Piazza Scala.
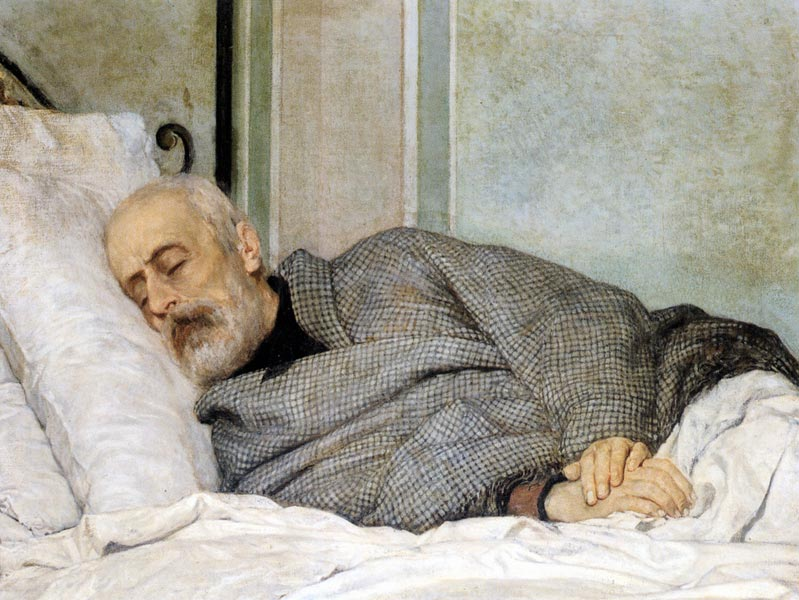
Silvestro Lega, Mazzini mourant (1873), Providence, Rhode Island School of Design Museum.